# インヴァ・ムラ
インヴァ・ムラ（Inva Mula、1963年6月27日 - ）は、
アルバニア・ティラナ出身のソプラノオペラ歌手。父のアヴニ・ムラ(Avni Mula)はコソボ出身でアルバニアの歌手。インヴァ(Inva)の名前は、父親の名前(Avni)を逆に読んで付けられた。デビュー間もなくは夫の名チャコ Çakoを読みやすくしたTchakoも併記していたが、96年頃から使用しなくなった。イタリア・オペラの出演が多いことからか、日本ではインヴァ・ムーラとイタリア風な読み方もされるが、特に音引きは必要ない。

## 略歴
1987年からヨーロッパ各地で数々のコンクールで優勝。1993年にはパリの国際オペラコンクールで賞を取りCDを出した。
その後も欧米各地の歌劇場で活躍している。1998年に演じたジョルジュ・ビゼー作のオペラ、『美しきパースの娘』のDVDは日本でも発売された。
2004年には来日し、新国立劇場上演の『椿姫』で主演した。
1997年の映画『フィフス・エレメント』ではマイウェン・ル・ベスコ演じる異星人のオペラ歌手"ディーバ"の歌唱部分の吹き替えを行っている。歌曲The Diva Dance(ディーヴァ・ダンス)は80%がインヴァの歌であとはサンプリングによるものである。当初、音楽担当のエリック・セラは、インヴァが歌えるのは全体の60%くらいだろうと思っていたが、実際には80%も歌いこなしたのでとても驚いたという。
なお、この映画では"Inva Mulla Tchako"とクレジットされているがMullaは誤植。Tchakoは当時の夫Pirro Çakoの綴りを国外用に変えたものであるが、この映画以後その姓は使っていないので、その映画を見た人やサントラを買った人たちを混乱させてしまっている。現在の夫は実業家のHetem Ramadani氏。

## 参考書籍
Auzias, Dominique, Labordette, Jean-Paul (ed), “ Albanie”, Petit Futé, 2009, p. 80. ISBN 2746925338

## リンク
- IMBb
- EMI Classics
- NAXOS